# Palaeospondylus gunni
Palaeospondylus gunni — викопний вид хребетних тварин нез'ясованого таксономічного положення. Існував у середньому девоні. Скам'янілості виявлені у сланцевому кар'єрі Аханаррас у Кейтнессі (Шотландія).

## Систематика
З часу виявлення скам'янілості у 1890 році було запропоновано багато припущень щодо таксономії тварини. Її вважали личинкою примітивних чотириногих, личинкою дводишних, неброньованим плакодермом, безщелепною рибою, стовбуровою міксиною або химерою. У 2022 році дослідники повідомили на основі досліджень із використанням рентгенівської мікрокомп'ютерної томографії з синхротронним випромінюванням, що neurocranium Palaeospondylus був подібний до черепа стовбурових чотириногих Eusthenopteron і Panderichthys, і дійшли висновку, що Palaeospondylus філогенетично знаходиться між цими двома таксонами.

## Назва
Вид названо на честь англійського геолога Джона Ганна (1801–1890).

## Опис
Тіло вугроподібної форми, 6 см завдовжки. Відбиток черепа, який, мабуть, складався із затверділого хряща, демонструє пари носових і слухових капсул із зябровим апаратом під задньою частиною та неоднозначними відбитками щелеп.